# Голосницький Никанор Сергійович
Никанор Сергійович Голосницький (нар. 14 квітня 1901, Брест-Литовськ, Брестський повіт, Гродненська губернія, Литовське генерал-губернаторство, Російська імперія — пом. 6 травня 1980, Київ, Українська РСР, СРСР) — радянський і польський воєначальник, полковник ВР СРСР, начальник Розвідувального відділу Генштабу Народного Війська Польського з липня по серпень 1945 років.

## Біографія

### Ранні роки
Народився 14 квітня 1901 року в місті Брест-Литовськ (нині Берестя, Республіка Білорусь). Росіянка, з робітничої родини. Закінчив школу 2-го ступеня в Рославлі (Смоленська губернія) у 1919 році. Службу в РККА розпочав 1920 року, брав участь у громадянській війні на Західному фронті: з січня по липень 1920 року був рахівником робітничо-селянської інспекції (рабкрін) 53-ї дивізії РККА, у серпні 1920 року призначений помічником. 15-ї армії та Західного фронту .

### Міжвоєнні роки
З січня до серпня 1922 року — завідувач складом 8-го військово-польового будівництва, із серпня 1922 до березня 1923 року — секретар військкома Окремого телеграфного будівельно-експлуатаційного батальйону, з березня по жовтень 1923 року — скарбник 9-го полку..
Член РКП(б) із 1926 року. Закінчив Військово-топографічну школу в Ленінграді (1923—1927). На стажуванні в артилерійському полку 46-ї стрілецької дивізії з вересня 1927 по квітень 1928 року, далі до листопада 1931 року — топограф і старший топограф 5-го військово-топографічного загону, з листопада 1931 по листопад 1934 років . У 1934—1936 роках закінчив два курси геодезичного факультету Військово-інженерної академії РСЧА імені В. В. Куйбишева. Отримав звання капітана в 1936 році . З квітня 1936 по грудень 1937 року — слухач курсів німецької мови при розвідувальному управлінні РККА  .
З грудня 1937 року капітан Голосницький — співробітник військової розвідки, помічник начальника 2-го відділення розвідувального відділу штабу Ленінградського військового округу до листопада 1940 року. У листопаді 1940 року переведений до третього відділення того ж округу на посаду помічника начальника, у травні 1941 року сам очолив третє відділення. Під час війни проти Фінляндії був заступником начальника розвідувального відділу штабу 8-ї армії. 16 липня 1940 року отримав звання підполковника, того ж року нагороджений Орденом Червоної Зірки .

### Німецько-радянська війна
На початку війни підполковник Никанор Голосницький обіймав посаду голови 3-го (інформаційного) відділення розвідувального відділу штабу Північного фронту, пізніше — начальник оперативної групи розвідувального відділу Ленінградського фронту. З червня 1942 року обіймав посаду заступника начальника розвідувального відділу за допоміжним пунктом управління штабу Ленінградського фронту, того ж року був проведений у полковники. За свою діяльність нагороджений у 1943 році орденом Червоного Прапора за те, що «забезпечив збір цінних матеріалів про бойову діяльність військ противника та про наміри командування німецької армії», а також «допомагав правильно організувати роботу зі збирання інформації про противника штабам дивізій та армій». З серпня 1944 року Голосницький був у розпорядженні ГУК, а у вересні 1944 року направлений у Військо Польське, де працював у Головному штабі начальником розвідувального відділу до кінця війни.

### Після війни
У липні Никанор Голосницький продовжив ту саму діяльність на посаді начальника 2-го (розвідувального) відділу Генерального штабу Народного Війська Польського. У грудні 1945 року повернувся до СРСР, призначений главою розвідувального відділу штабу Західно-Сибірського військового округу та 10-ї гвардійської армії. З лютого 1948 року — начальник розвідувального відділу 4-го гвардійського стрілецького корпусу Ленінградського військового округу, з серпня 1949 рю — начальник розвідки штабу військ ППО Ленінградського району. У запасі з листопада 1953 року.
Помер 6 травня 1980 року. Похований у Києві на Лук'янівському військовому цвинтарі.

### Нагороди
Відзначений наступними нагородами :
- Орден Леніна (1945)
- Орден Червоного Прапора — тричі (26 травня 1943, 3 листопада 1944, 15 листопада 1950)
- Орден Вітчизняної війни І ступеня — двічі (21 червня 1944, 29 червня 1945)
- Орден Червоної Зірки (1950)
- Медаль «За оборону Ленінграда»
- Орден Відродження Польщі
- Срібний Хрест Заслуги (Польща)